# Desmatodon apiculatus
Desmatodon apiculatus là một loài Rêu trong họ Pottiaceae. Loài này được (Arn.) Fior.-Mazz. mô tả khoa học đầu tiên năm 1841.